# Orlando Roa Barbosa
Orlando Roa Barbosa (ur. 4 lipca 1958 w Cali) – kolumbijski duchowny rzymskokatolicki, od 2020 arcybiskup Ibagué.

## Życiorys
Święcenia kapłańskie przyjął 6 grudnia 1984 i został inkardynowany do archidiecezji Ibagué. Po święceniach został prefektem w niższym seminarium w Ibagué, a w latach 1987-1988 był delegatem biskupim ds. duszpasterstwa młodzieży i powołań. W kolejnych latach pracował duszpastersko w kilku parafiach, a w 2004 objął funkcję rektora wyższego seminarium.
12 maja 2012 został prekonizowany biskupem pomocniczym Ibagué ze stolicą tytularną Nasbinca. Sakry biskupiej udzielił mu 28 lipca 2012 ówczesny arcybiskup Ibagué, Flavio Calle Zapata.
30 maja 2015 papież Franciszek mianował go biskupem Espinal. Ingres odbył się 18 lipca 2015.
29 maja 2020 został powołany na urząd arcybiskupa Ibagué, zaś kanonicznie objął tenże urząd 18 lipca 2020.